# شكرانة (ألقورات)
شكرانة (بالفارسية: شکرانه) هي مستوطنة تقع في إيران في قسم ألقورات الريفي. يقدر عدد سكانها بـ 172 نسمة .